# Immunochimie
L'immunochimie est une sous-discipline de la chimie qui étudie les constituants et les réactions chimiques du système immunitaire. De nombreuses méthodes ont été développées et améliorées en immunochimie et sont maintenant utilisées dans d'autres disciplines comme la virologie ou la biologie moléculaire.
Svante Arrhenius fut l'un des pionniers de la discipline ; dans Immunochemistry, publié en 1907, il décrit l'utilisation des méthodes de chimie physique pour l'étude des toxines et des antitoxines.